# David de Haen
David de Haen, född 1585, död 1622, var en nederländsk barockmålare. Han samarbetade med sin landsman Dirck van Baburen vid utsmyckningen av Cappella della Pietà i kyrkan San Pietro in Montorio i Rom.